# Kwisa

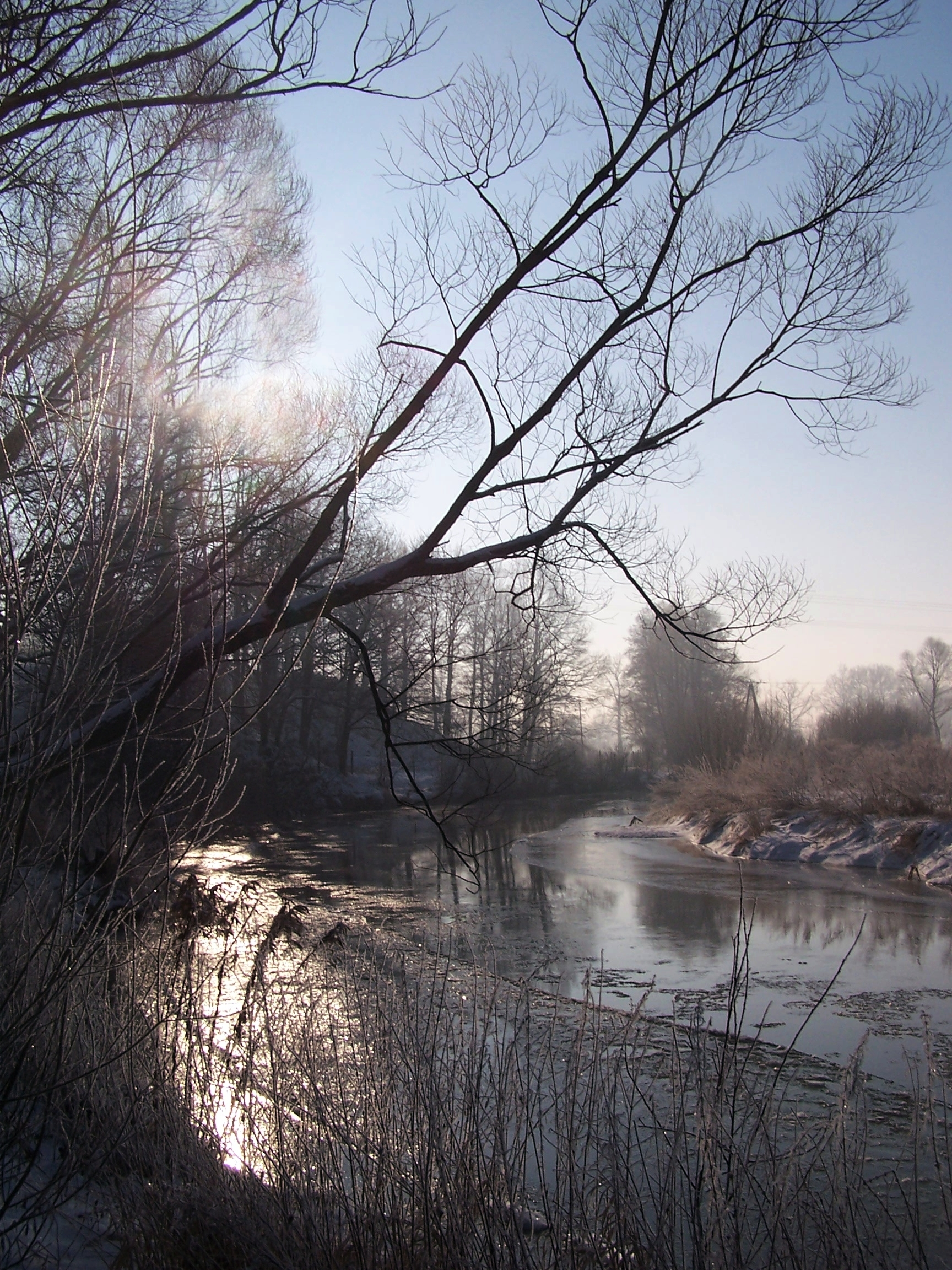
Kwisa na wysokości Gryfowa Śląskiego

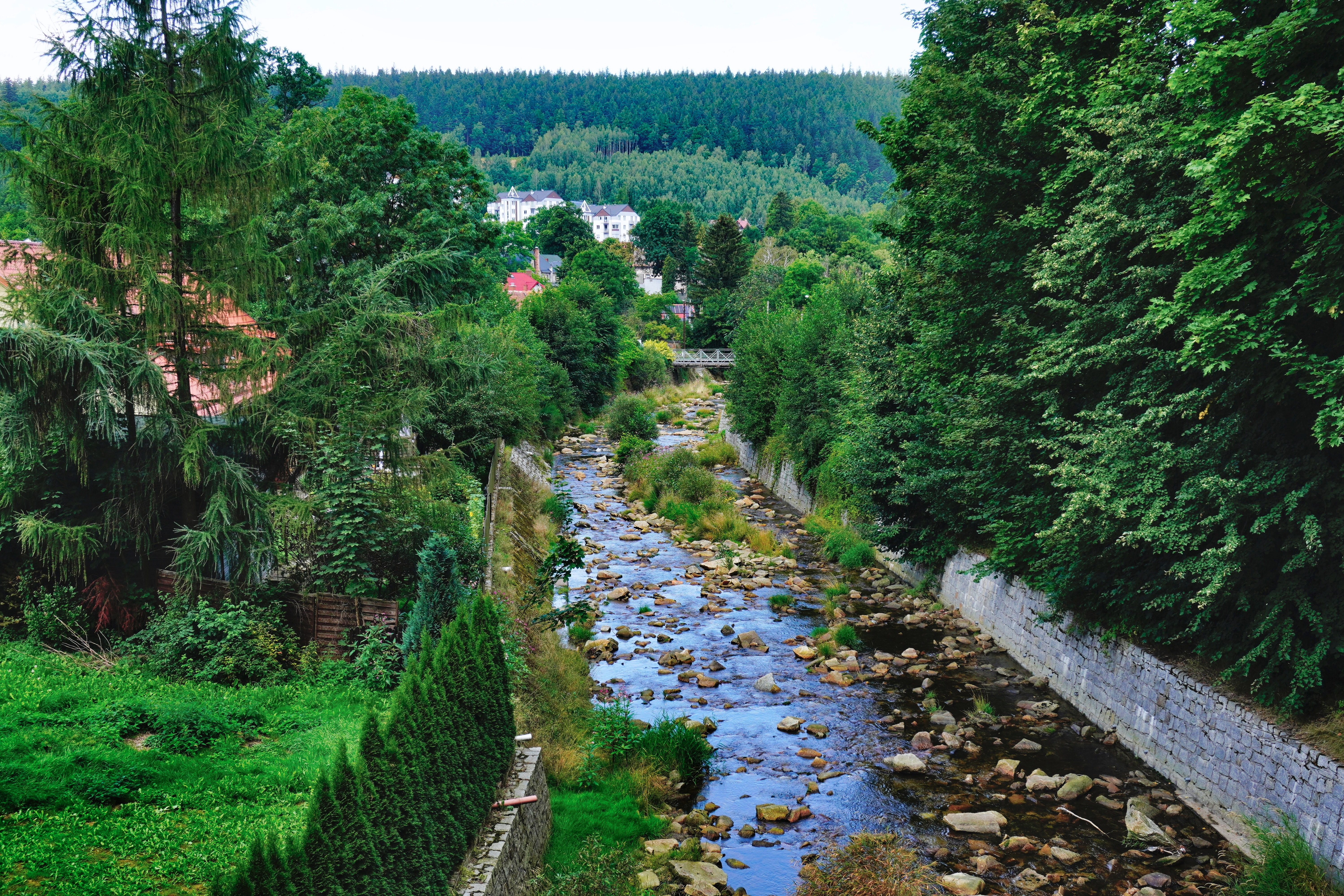
Kwisa w Świeradowie-Zdroju

Kwisa (niem. Queis) – rzeka w południowo-zachodniej Polsce, płynie przez województwo dolnośląskie i lubuskie, lewy (najdłuższy) dopływ Bobru, długość 126,8 km, powierzchnia zlewni 1026 km² (z czego na terenie kraju 994,9 km²), źródła na wysokości ok. 1020 m n.p.m., ujście – ok. 110 m n.p.m.
Płynie przez Pogórze Izerskie i kompleks leśny Borów Dolnośląskich. Zasila Bóbr w okolicach Żagania. Od Świętoszowa na 5,5 km odcinku stanowi granicę między województwami dolnośląskim i lubuskim.

## Opis
Wypływa z północnych zboczy Izerskich Garbów (Wysoki Grzbiet Gór Izerskich). Płynie głęboko wciętą doliną pomiędzy Wysokim Grzbietem a Grzbietem Kamienickim na północny zachód. W Świeradowie skręca na północny wschód (NNE). W Krobicy – Orłowicach opuszcza Góry Izerskie, nie zmieniając kierunku. Płynie przez Pogórze Izerskie. W Gryfowie Śląskim skręca na zachód, a w Leśnej na północ z lekkim odchyleniem ku wschodowi (NNE). W głębokiej, wąskiej i krętej dolinie między Gryfowem a Leśną wybudowano dwie zapory i utworzono malownicze jeziora. Za Nowogrodźcem skręca na północ i wpływa na Nizinę Śląsko-Łużycką. W jej obrębie płynie przez Bory Dolnośląskie, a następnie przez Równinę Szprotawską. w obrębie której wpada do Bobru .

## Dopływy
Najważniejszymi dopływami są   :

- Siniec (lewy)
- Struga (prawy)
- Płoka (prawy)
- Wodopój (lewy)
- Jastrząbek (prawy)
- Czerwony Potok (lewy)
- Pluskotnik (lewy)
- Bystrzyk (prawy)
- Mokrzyca (lewy)
- Świeradówka (lewy)
- Krobicki Potok (prawy)
- Dzieża (prawy)
- Długi Potok (prawy)
- Czarny Potok (lewy)
- Bruśnik (lewy)
- Miłoszowski Potok (Czarny Strumień) (lewy)
- Młyńska Struga (prawy)
- Oldza (prawy)
- Grabiszówka (lewy)
- Dolna (lewy)
- Gliniec (prawy)
- Olszówka (prawy)
- Luciąża (prawy)
- Siekierka (lewy)
- Łazek (lewy)
- Złoty Stok (lewy)
- Iwnica (prawy)
- Polanka (prawy)

## Miejscowości
Ważniejsze miejscowości leżące nad Kwisą: Świeradów-Zdrój, Mirsk, Gryfów Śląski, Leśna, Lubań i Nowogrodziec.

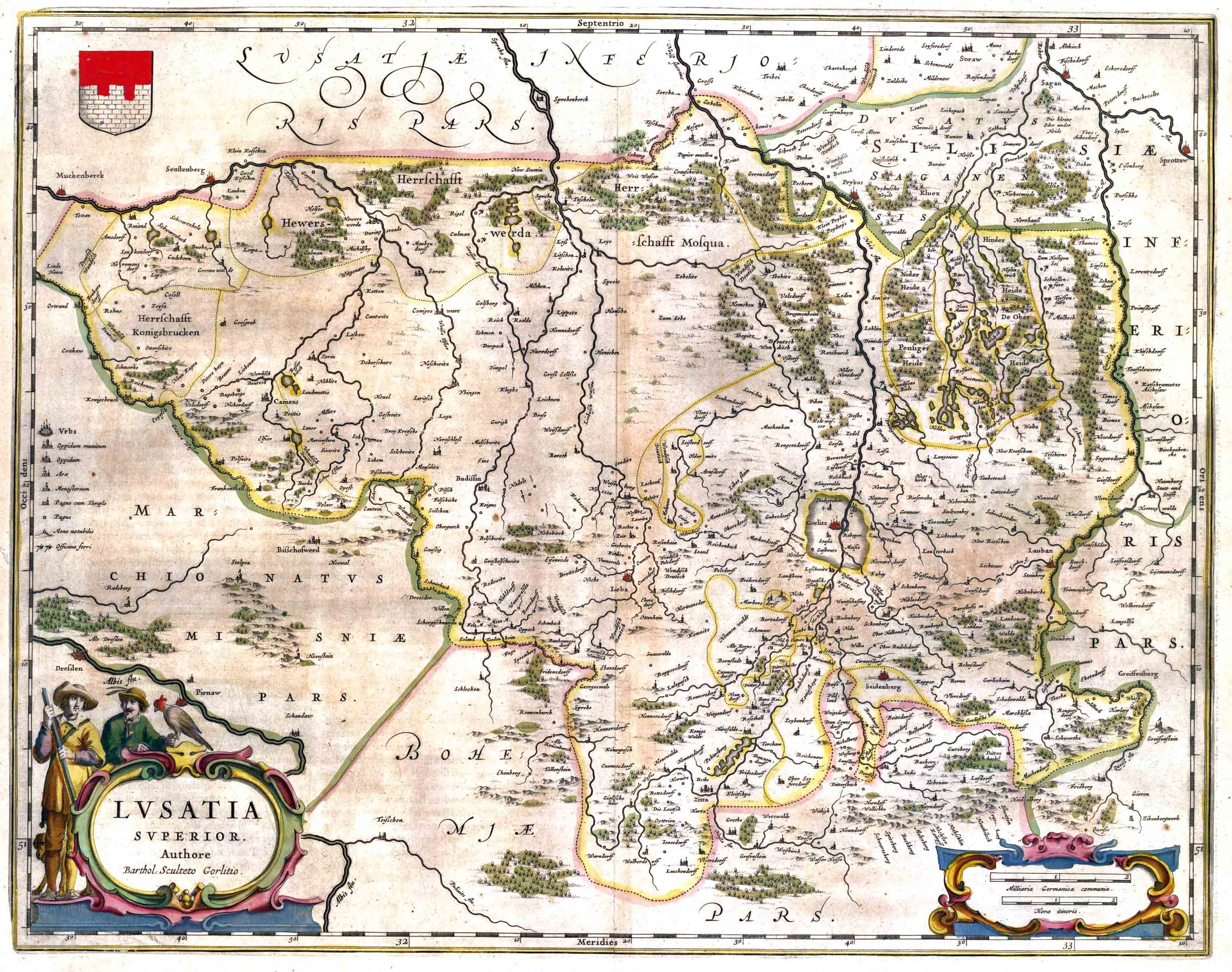
Mapa Górnych Łużyc z 1635 roku z rzeką graniczną Kwisą

## Historia
Od połowy XIII wieku (1241), po klęsce Polaków z Mongołami w bitwie pod Legnicą, stanowi historyczną, zachodnią granicę Dolnego Śląska, a dawniej również Polski. Wówczas granica Milska przesunięta została z zachodniego wododziału Nysy Łużyckiej na zachodni wododział Kwisy lub na samą Kwisę. Błędnie na mapach Polski z czasów Mieszka I granica Milska rysowana jest na Kwisie. Wówczas granica wschodnia Milska przebiegała zachodnim wododziałem Nysy Łużyckiej. Przyjmuje się, że leżące na zachód od Kwisy tereny aktualnie należą już do Łużyc Górnych.
Jeszcze w pierwszej połowie XX wieku w rzece żyły małże perłoródki, z których pozyskiwano perły. Muszle wykorzystywano do przyrządzania leczniczego proszku. Z powodu zanieczyszczenia po 1945 roku małże były spotykane coraz rzadziej, wreszcie wymarły.
Po włączeniu rzeki w granice Polski w 1945 przez krótki czas używano równolegle nazwy Gwizd.

## Jeziora zaporowe
W początkach XX wieku powstały na niej dwa sztuczne zbiorniki retencyjne: Jezioro Złotnickie i Jezioro Leśniańskie.

## Infrastruktura
Nad rzeką (jako nad jedną z niewielu rzek w kraju) prowadzą dwie autostrady: A4 i A18.
Przez Kwisę przerzuconych jest 7 mostów kolejowych:
| Miejscowość        | Linia kolejowa                 | Rok otwarcia |
| ------------------ | ------------------------------ | ------------ |
| Orłowice           | Świeradów – Mirsk              | 1909         |
| Mirsk              | Gryfów Śląski – Mirsk          | 1884         |
| Kościelniki Dolne  | Leśna – Lubań                  | 1896         |
| Lubań              | Wrocław Świebodzki – Zgorzelec |              |
| Nowogrodziec       | Jelenia Góra – Żagań           | 1904         |
| Zebrzydowa/Kierżno | Miłkowice – Jasień             | 1846         |
| Żelisław           | Wrocław Muchobór – Gubinek     | 1875         |